# Dmytro Ivanisenja
Dmytro Oleksandrovyč Ivanisenja (in ucraino Дмитро Олександрович Іванісеня?; Kryvyj Rih, 11 gennaio 1994) è un calciatore ucraino, difensore del Kryl'ja Sovetov Samara.

## Carriera

### Club
Ha giocato nella massima serie georgiana, in quella ucraina e in quella russa.

### Nazionale
Il 14 novembre 2019 ha esordito con la nazionale ucraina giocando l'amichevole vinta 1-0 contro l'Estonia.

## Statistiche

### Presenze e reti nei club
Statistiche aggiornate al 29 ottobre 2021.
| Stagione              | Squadra                | Campionato            | Campionato | Campionato | Coppe nazionali | Coppe nazionali | Coppe nazionali | Coppe continentali | Coppe continentali | Coppe continentali | Altre coppe | Altre coppe | Altre coppe | Totale | Totale |
| Stagione              | Squadra                | Comp                  | Pres       | Reti       | Comp            | Pres            | Reti            | Comp               | Pres               | Reti               | Comp        | Pres        | Reti        | Pres   | Reti   |
| --------------------- | ---------------------- | --------------------- | ---------- | ---------- | --------------- | --------------- | --------------- | ------------------ | ------------------ | ------------------ | ----------- | ----------- | ----------- | ------ | ------ |
| 2011-2012             | Šachtar-3              | 2L                    | 26         | 1          |                 | -               | -               |                    | -                  | -                  |             | -           | -           | 26     | 1      |
| 2012-2013             | Šachtar-3              | 2L                    | 32         | 8          |                 | -               | -               |                    | -                  | -                  |             | -           | -           | 32     | 8      |
| Totale Šachtar-3      | Totale Šachtar-3       | Totale Šachtar-3      | 58         | 9          |                 | -               | -               |                    | -                  | -                  |             | -           | -           | 58     | 9      |
| 2015-2016             | Illičivec'             | 1L                    | 9          | 0          | CU              | 1               | 0               |                    | -                  | -                  |             | -           | -           | 10     | 0      |
| 2016-2017             | Illičivec'             | 1L                    | 6          | 0          | CU              | 0               | 0               |                    | -                  | -                  |             | -           | -           | 6      | 0      |
| Totale Illičivec'     | Totale Illičivec'      | Totale Illičivec'     | 15         | 0          |                 | 1               | 0               |                    | -                  | -                  |             | -           | -           | 16     | 0      |
| 2016-2017             | Illičivec'-2           | 2L                    | 13         | 1          |                 | -               | -               |                    | -                  | -                  |             | -           | -           | 13     | 1      |
| 2018                  | Dinamo Tbilisi         | EL                    | 33         | 3          | CG              | 4               | 1               | UEL                | 2                  | 0                  |             | -           | -           | 39     | 4      |
| 2019                  | Dinamo Tbilisi         | EL                    | 16         | 3          | CG              | 1               | 0               | UEL                | 0                  | 0                  |             | -           | -           | 17     | 3      |
| Totale Dinamo Tbilisi | Totale Dinamo Tbilisi  | Totale Dinamo Tbilisi | 49         | 6          |                 | 5               | 1               |                    | 2                  | 0                  |             | -           | -           | 56     | 7      |
| 2019-2020             | Zorja                  | PL                    | 30         | 1          | CU              | 1               | 0               | UEL                | 6                  | 0                  |             | -           | -           | 36     | 1      |
| 2020-2021             | Zorja                  | PL                    | 21         | 5          | CU              | 4               | 1               | UEL                | 6                  | 1                  |             | -           | -           | 31     | 7      |
| Totale Zorja          | Totale Zorja           | Totale Zorja          | 51         | 6          |                 | 5               | 1               |                    | 12                 | 1                  |             | -           | -           | 68     | 8      |
| 2021-2022             | Kryl'ja Sovetov Samara | PL                    | 12         | 0          | CR              | 1               | 0               |                    | -                  | -                  |             | -           | -           | 13     | 0      |
| Totale carriera       | Totale carriera        | Totale carriera       | 197        | 22         |                 | 12              | 2               |                    | 14                 | 1                  |             | -           | -           | 223    | 25     |

### Cronologia presenze e reti in nazionale
| Cronologia completa delle presenze e delle reti in nazionale ― Ucraina | Cronologia completa delle presenze e delle reti in nazionale ― Ucraina | Cronologia completa delle presenze e delle reti in nazionale ― Ucraina | Cronologia completa delle presenze e delle reti in nazionale ― Ucraina | Cronologia completa delle presenze e delle reti in nazionale ― Ucraina | Cronologia completa delle presenze e delle reti in nazionale ― Ucraina | Cronologia completa delle presenze e delle reti in nazionale ― Ucraina | Cronologia completa delle presenze e delle reti in nazionale ― Ucraina |
| Data                                                                   | Città                                                                  | In casa                                                                | Risultato                                                              | Ospiti                                                                 | Competizione                                                           | Reti                                                                   | Note                                                                   |
| ---------------------------------------------------------------------- | ---------------------------------------------------------------------- | ---------------------------------------------------------------------- | ---------------------------------------------------------------------- | ---------------------------------------------------------------------- | ---------------------------------------------------------------------- | ---------------------------------------------------------------------- | ---------------------------------------------------------------------- |
| 14-11-2019                                                             | Zaporižžja                                                             | Ucraina                                                                | 1 – 0                                                                  | Estonia                                                                | Amichevole                                                             | -                                                                      | 46’                                                                    |
| Totale                                                                 |                                                                        | Presenze                                                               | 1                                                                      |                                                                        | Reti                                                                   | 0                                                                      |                                                                        |

## Palmarès

### Club

#### Competizioni nazionali
- Campionato ucraino di seconda divisione: 1

Illičivec': 2016-2017
- Campionato georgiano: 1

Dinamo Tbilisi: 2019